# Daisuke Nakaharai
Daisuke Nakaharai (født 22. maj 1977) er en tidligere japansk fodboldspiller.
Han har spillet for flere forskellige klubber i sin karriere, herunder Avispa Fukuoka og Kyoto Sanga FC.